# اوکو ماسینگ

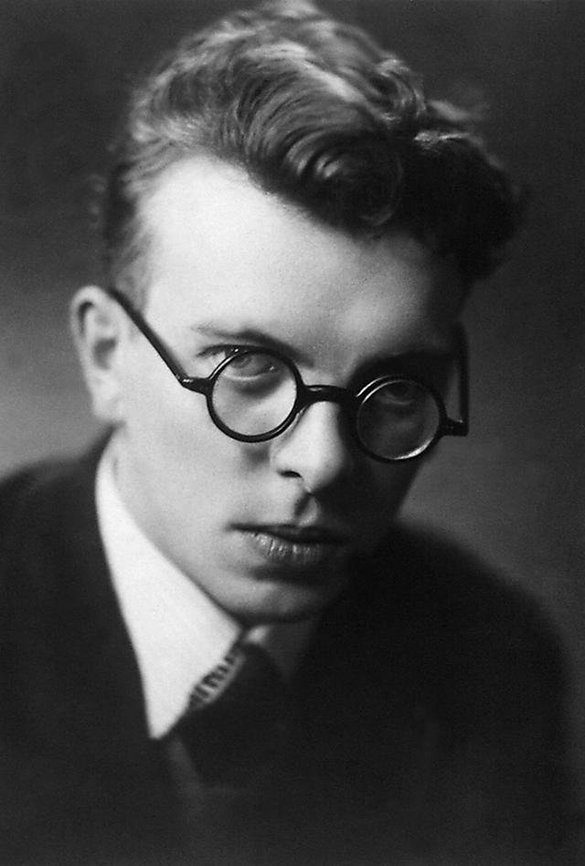

اوکو ماسینگ (به استونیایی: Uku Masing) ‏(۱۱ اوت ۱۹۰۹–۲۵ آوریل ۱۹۸۵) فیلسوف استونیایی، مترجم، متخصص الهیات و کارشناس فرهنگ عامه بود. وی فلسفه تحلیلی استونیایی را شکل داد. اوکو ماسینگ شعر نیز می‌گفت که بیشتر دارای درون‌مایه مذهبی بودند.
نخستین مجموعهٔ شعر «ماسینگ» با نام «دماغه‌های خلیج باران» در سال ۱۹۳۵ چاپ و منتشر شد.
پس از آن سه مجموعه شعر از آثار وی با نام‌های «سروده جنگل» (۱۹۶۵)، «مه در رودخانهٔ استیکس» (۱۹۷۴)و «تلاش برای تحدید» (۱۹۷۴) همگی در خارج از استونی چاپ و منتشر شده‌است.